# Agrilus ustjurti
Agrilus ustjurti é uma espécie de inseto do género Agrilus, família Buprestidae, ordem Coleoptera.
Foi descrita cientificamente por Kostin, 1973.